# Apistogramma macmasteri
Apistogramma macmasteri là một loại cá nước ngọt nhiệt đới thuộc chi Apistogramma trong họ Cá hoàng đế. Loài này được mô tả lần đầu tiên vào năm 2004.

## Phân bố và môi trường sống
A. macmasteri được tìm thấy ở thượng nguồn lưu vực sông Meta, một phần của lưu vực sông Orinoco thuộc quốc gia Colombia. Chúng thường sống trong các dòng suối nhỏ chảy chậm, có nhiều ánh sáng mặt trời, có độ pH trong khoảng 5,5 - 7,0 và nhiệt độ nằm trong khoảng từ 23 - 30 °C.

## Mô tả
A. macmasteri là một loài cá nhỏ, với chiều dài ở cá thể trưởng thành là khoảng 4 - 5,5 cm, có khi đạt tới 7 cm. Cá mái không có đốm đỏ ở vây đuôi như cá đực.
Cá mái thường đẻ trứng trong các khe hở, với số trứng lên đến 120 quả. Những quả trứng được đính vào trần hang hoặc bên dưới lá. Cá mái canh giữ trứng và nuôi con, trong khi cá đực có nhiệm vụ bảo vệ lãnh thổ và cũng phụ giúp cá mái trông con. Thức ăn chủ yếu của A. macmasteri là các ấu trùng giun và động vật tầng đáy.
A. macmasteri thường được nuôi làm cảnh trong các bể cá, nhưng các giống được chọn lọc để làm cảnh có màu sắc tươi sáng hơn so với những loài được tìm thấy trong tự nhiên. Khi nuôi trong hồ, nên giữ chúng thành một nhóm nhỏ, với một con đực và vài con mái. A. macmasteri thường tạo các giống lai với loài họ hàng Apistogramma viejita.